# Lovefilm
LOVEFiLM er en britisk onlinevirksomhed, der udbyder leje af computerspil, spillefilm og tv-serier i dvd-format, samt foruden download af de to sidstnævnte.
Princippet er, at kunden tegner en abonnementsaftale om at have 1-3 dvd'er hjemme ad gangen. Der er ikke fastsat nogen lejeperiode, så kunden bestemmer selv lejetiden.
Ved tilmelding opretter kunden en profil med en ønskeliste, der kan prioritetsopdeles, hvorefter LOVEFiLM fremsender et af disse ønsker til kunden per post.
Per 2007 opererer virksomheden foruden Storbritannien i Sverige, Norge, Danmark og Tyskland.